# 플림솔 신발

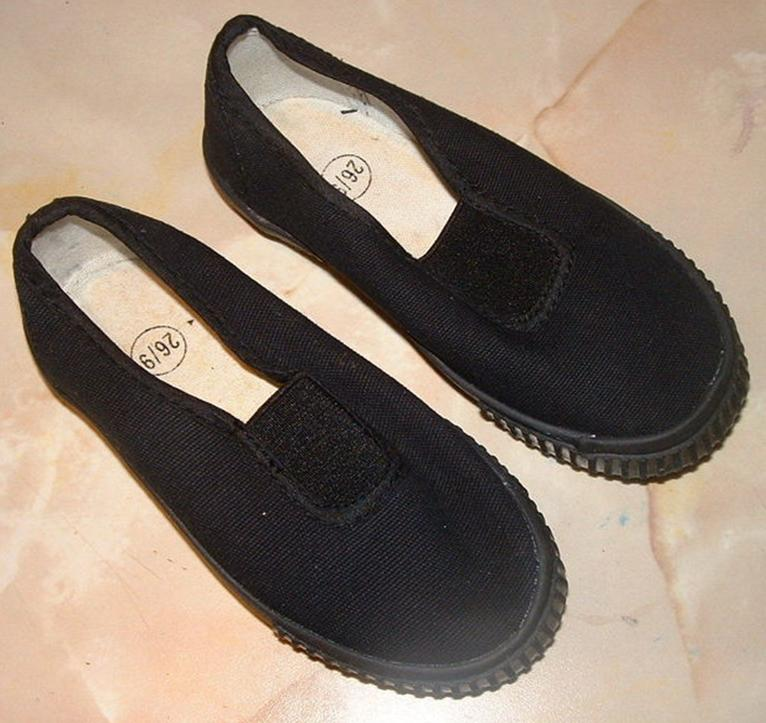
플림솔 신발

플림솔 신발(plimsoll shoe)은 캔버스천에 고무 밑창으로 된 운동화를 말한다. 밑창부분의 경계지점에 그려진 수평 테두리 선이 화물선의 적제 데드라인인  플림솔 라인과 닮았다고 해서 플림솔 신발(Plimsoll Shoe)이라고 불리게 되었다.

## 같이 보기
- 샌들
- 슬리퍼
- 스니커즈